# 道尊 (以仁王王子)
道尊（どうそん、安元元年（1175年）- 安貞2年8月5日（1228年9月4日））は、平安時代末期の皇族・僧侶。以仁王（後白河天皇第三皇子）の第二王子。母は伊予守高階盛章の娘（一説に伊予守平教盛の娘である三位局）。北陸宮の異母弟にあたる。若宮・安井宮ともいう。

## 経歴
治承4年（1180年）、父以仁王の挙兵に際して平家に捕らえられる。その後、宮の処置をめぐっては、平清盛と宗盛の間で紛糾したというが、旧皇族（以仁王は平家の圧力で「源以光」として臣籍降下させられていた）という出自もあり、死罪に処するわけにもいかず、結局仁和寺において出家させることとなった。殷富門院亮子内親王（後白河天皇第一皇女）は自らの御所を仏寺とした蓮華光院に道尊を引き取り養育したことから、同院の開基は道尊とされた。
建久4年（1193年）、一身阿闍梨に補され、元久元年（1204年）5月には法印に叙され、12月には権僧正に任じられる。建永元年（1206年）、東大寺別当、翌承元元年（1207年）7月には東寺長者。更に12月、仁和寺別当になった。承元3年（1209年）、僧正に就任した。承久3年（1221年）、大僧正に昇進した。安貞2年（1228年）8月5日、入寂。土御門天皇・順徳天皇・後堀河天皇の3代に渡る護持僧を務めた。